# Le Salon〜杉崎智介美術ミステリードラマ
『le Salon～杉崎智介美術ミステリードラマ』は2012年1月から2012年3月にかけて放送された美術ミステリードラマ（全12話）。
また、それを原作にした杉崎智介脚本のラジオドラマ、テレビドラマなどを含むシリーズの総称。

## 作品・主な内容
毎話一点の曰く付き絵画が登場し、サロンホステスと呼ばれる女性たちが絵画に秘められた神秘の謎解きをする展開。
サロンとはヨーロッパに古くからあった芸術家とパトロンを結ぶ社交場のことである。

## 美術品
登場する絵画をはじめ、照明器具、陶器、家具に至るまで全て本物が使われているのはテレビドラマとしては異例である。

## 成立経緯
本作品は2010年に劇場公開映画『le Salon』として計画が練られたが、その前段階で始まったラジオドラマInterFM「杉崎智介のle Salon」が好評を得て、テレビドラマ化へ移行した。

## メディア展開
2012年1月から3月まで神奈川tvkで放送された。
また2012年4月から、TOKYO MX、テレビ埼玉、2015年４月からチバテレビでも放送された。

## 主な登場人物
- 松田美穂：ReeSya
- 杉岡舞：古郡ひろみ
- 高山裕子：小柳ゆう子
- 松田美穂（少女時代）：中村ちよ（子役新人）
- 高山太郎：秋野太作
- サロンの主人：杉崎智介

## 概要
- 第1話 「囚われのアンドロメダ」
- 第2話 「雪の夜話」
- 第3話 「岸駒の虎」
- 第4話 「魔女」
- 第5話 「翼のない天使」
- 第6話 「光と影」
- 第7話 「天才の霊脈」
- 第8話 「主人、失恋を語る」
- 第9話 「アウトロー」
- 第10話「約束」
- 第11話「応援者」
- 第12話「女神たちの記憶」

## 主題歌
- 「トキヲカゾエテ」作詞・作曲：杉崎智介/編曲：さとうあけみ/歌：ReeSya(Derain)